# Baptisia microphylla
Baptisia microphylla är en ärtväxtart som beskrevs av Thomas Nuttall. Baptisia microphylla ingår i släktet Baptisia och familjen ärtväxter. Inga underarter finns listade i Catalogue of Life.